# Zawsze w niedziele
Zawsze w niedziele – polska komedia z 1965 roku. 
Film składa się z trzech nowel o tematyce sportowej. Zdjęcie kręcono na Stadionie Ludowym w Sosnowcu.

## Niedziela pierwsza [Nowela piłkarska]

### Fabuła
Antoni Krawczyk jest bramkarzem, który ciągle grzeje ławę. Pewnego dnia jego znakomity kolega nie może zagrać z powodu choroby. Antoni zastępuje go i dostaje swoją szansę. Ale ciągle prześladuje go pech.

### Obsada
- Jerzy Turek – bramkarz Antoni Krawczyk
- Kalina Jędrusik – Irena Krawczyk, żona Antoniego
- Józef Nalberczak – bramkarz Franciszek Korban
- Ludwik Benoit – Balak, kibic „Stali”
- Andrzej Jędrzejewski(inne języki) – prezes „Stali”
- Krzysztof Litwin – fotoreporter Maliniak
- Grzegorz Roman – Kajtek, syn Korbana
- Mieczysław Waśkowski – kibic „Stali”
- Wojciech Urbanowicz – fotoreporter
- Ryszard Krawiarz – piłkarz

## Niedziela druga [Nowela lekkoatletyczna]

### Fabuła
Hanka Morawska i Piotr Wolski są lekkoatletami, którzy zakochują się w sobie. Ale ich trenerzy są bezwzględni. Dlatego oboje są ciągle na treningach, zgrupowaniach i obozach kondycyjnych. Czy ta miłość ma jakieś szanse?

### Obsada
- Jolanta Bohdal – płotkarka Hanka Morawska
- Bogdan Baer – Walczak, trener Hanki
- Jan Kobuszewski – Ziobro, trener Piotra
- Stefan Knothe – tyczkarz Piotr Wolski (głos – Jan Machulski)
- Bogusław Sochnacki – miotacz Waldek
- Tomasz Zaliwski – tyczkarz Jan Grochowiak
- Jan Paweł Kruk – dyskobol Felek
- Andrzej Mrozek – "wrażliwy" zawodnik

## Niedziela trzecia [Nowela kolarska]

### Fabuła
W małym miasteczku trwają przygotowania do przyjęcia kolarzy, którzy tutaj będą kończyć jeden z etapów wyścigu. Tak się składa, że wygrywa Adam Bobek – kolarz, którego wszyscy znają "od małego". Miejscowe władze zrobią wszystko, by uczcić zwycięstwo "swojego chłopaka". Ten, widząc co się święci, ucieka od pompatycznych przemówień, bankietów, wiwatów i odznaczeń.

### Obsada
- Maciej Damięcki – kolarz Adam Bobek
- Wojciech Siemion – prezes komitetu organizacyjnego etapu
- Mieczysław Stoor – Brok, współpracownik prezesa
- Saturnin Żórawski – Maniewski, współpracownik prezesa
- Maria Kaniewska – Anna Bobkowa, matka Adama
- Mariusz Dmochowski – Henryk Bobek, ojciec Adama
- Jacek Fedorowicz – sprawozdawca radiowy
- Gustaw Lutkiewicz – trener kolarzy klubu "Stal"
- Stanisław Milski – Pyrtok, profesor historii w miejscowym liceum, były nauczyciel Adama
- Włodzimierz Skoczylas – poeta Kowalski, kandydat na bohatera
- Zygmunt Zintel – majster w fabryce fortepianów
- Zdzisław Leśniak – staruszek na wózku, sąsiad Bobków
- Leonard Pietraszak – kolarz Kordecki
- Krzysztof Chamiec – przewodniczący MRN
- Stefan Friedmann – pracownik fabryki fortepianów
- Cezary Julski – nauczyciel w-fu w miejscowym liceum, były nauczyciel Adama
- Andrzej Fedorowicz – kolarz na podium